# Fiesta Nacional del Inmigrante

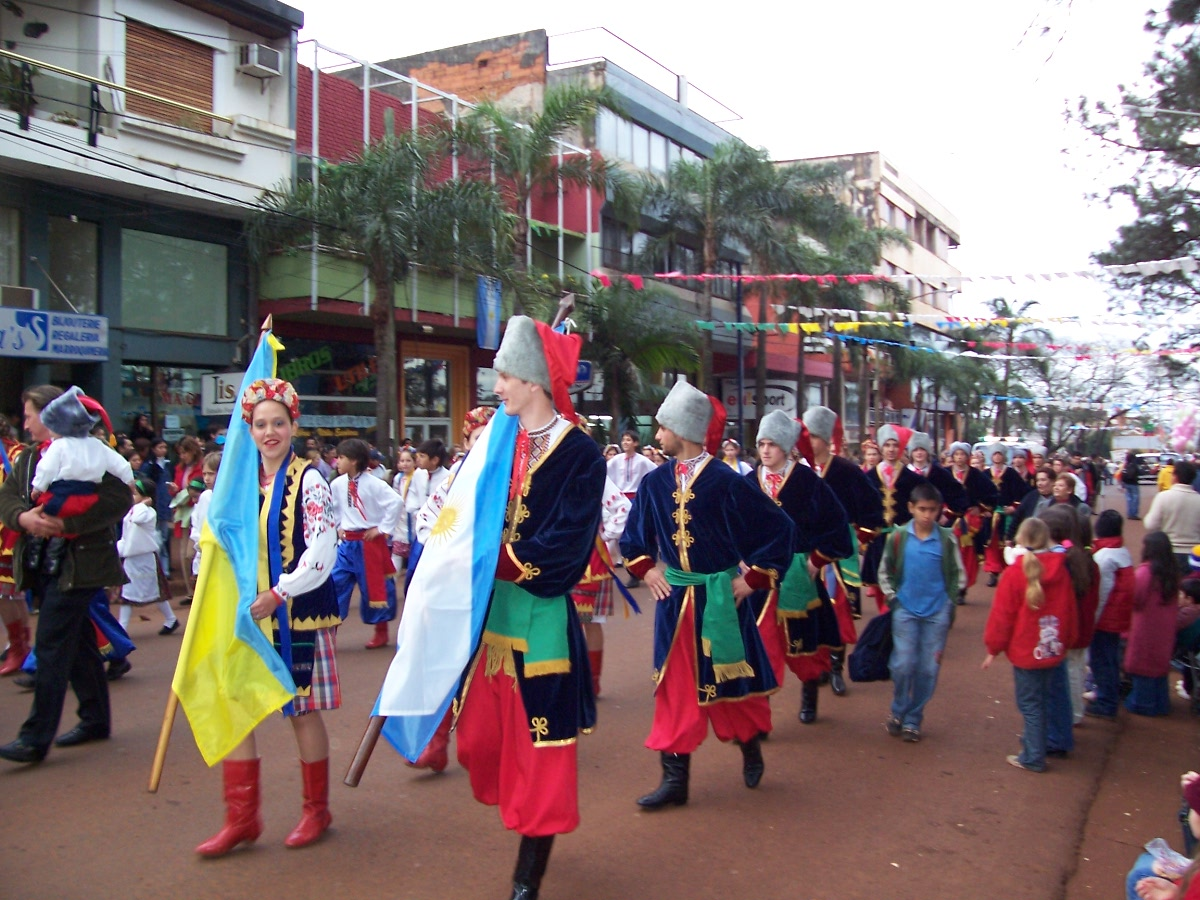
Desfile inaugural da festa, pelas principais ruas de Oberá

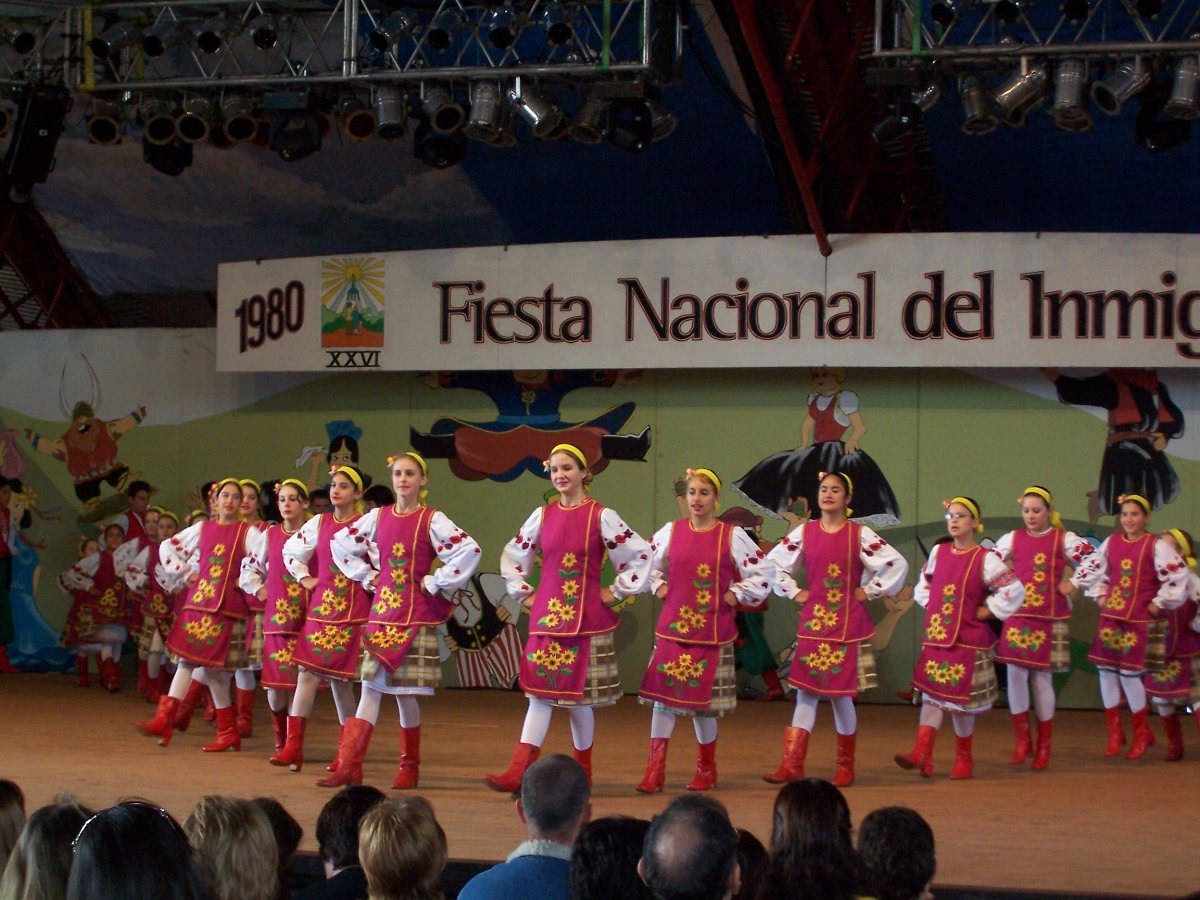
Balé "Barbinok", da comunidade Ucraniana

A Fiesta Nacional del Inmigrante (Festa Nacional do Imigrante) se celebra todos os anos na cidade de Oberá, Misiones, Argentina.